# Federico Delbonis
Federico Delbonis (født 5. oktober 1990 i Azul, Argentina) er en professionel tennisspiller fra Argentina.